# Чемпионат Афганистана по футболу 2013
Чемпионат Афганистана по футболу 2013(Roshan Afghan Premier League) — второй турнир среди профессиональный футбольных клубов Афганистана. В турнире участвуют 8 команд (по 1 из каждого региона) Чемпионат проходит по своеобразной схеме: на 1 этапе команды разбиваются на 2 группы и играют по круговой системе в 1 круг. В следующий раунд проходят 4 команды, играют полуфинал и затем финал, в котором и определяется чемпион. Все матчи проводятся на стадионе Федерации футбола Афганистана.

## Формат турнира
Во второй сезон Афганской Премьер-лиги Футбольная федерация Афганистана и Моби Груп, как сооснователи с организаторы соревнования, предложили соревнования в три этапа. Чтобы расширить географию лиги до провинций были проведедены региональные турниры, для выбора 8 команд Премьер-лиги. В мае и июне 2013 года были проведены эти турниры с участием в каждом от 4 до 6 команд, включая команды беженцев из Ирана и Пакистана.
Идея региональных соревнований состоит в том, чтобы дать шанс молодым футболистам стать профессиональными игроками. В конце региональных соревнований 26 игроков из участвующих команд в каждом регионе выбираются в команду Премьер-лиги, базирующуюся в данном регионе. В итоге 18 человек в команде для участия в сезоне Премьер-лиги выбираются из этих 26 в формате телешоу.
Второй этап Афганской Премьер-лиги начался 22 августа и включал в себя однокруговой турнир в двух группах. Третий этап прошел в октябре. В нем, занявшие два первых места в каждой группе команды встречались в двухматчевых полуфиналах, победители выходили в финал, а проигравшие играли матч за третье место.

## Команды и их расположение
| Команда               | Расположение  | Группа   |
| --------------------- | ------------- | -------- |
| Де Спингар Базан      | Восток        | Группа 1 |
| Мавихай Аму           | Северо-Восток | Группа 1 |
| Симург Альборз        | Север         | Группа 1 |
| Туфан Харирод         | Запад         | Группа 1 |
| Де Абазин Сейп ФК     | Юго-Восток    | Группа 2 |
| Де Маинванд Аталан ФК | Юго-Запад     | Группа 2 |
| Шахин Асмайе          | Кабул         | Группа 2 |
| Оквабан Хиндукош      | Центр         | Группа 2 |

## Групповой турнир

### Группа 1
| Команда          | И | В | Н | П | Гз | Гп | Р  | О | Квалификация |
| ---------------- | - | - | - | - | -- | -- | -- | - | ------------ |
| Туфан Харирод    | 3 | 2 | 1 | 0 | 11 | 3  | +8 | 7 | Полуфинал    |
| Симург Альборз   | 3 | 1 | 2 | 0 | 10 | 5  | +5 | 5 | Полуфинал    |
| Де Спингар Базан | 3 | 1 | 0 | 2 | 2  | 11 | –9 | 3 |              |
| Мавихай Аму      | 3 | 0 | 2 | 1 | 3  | 7  | -4 | 1 |              |

| Туфан Харирод | 5 : 0 | Де Спингар Базан |
| ------------- | ----- | ---------------- |
|               | Отчет |                  |

| Симург Альборз | 2 : 2 | Мавихай Аму |
| -------------- | ----- | ----------- |
|                | Отчет |             |

| Симург Альборз | 5 : 0 | Де Спингар Базан |
| -------------- | ----- | ---------------- |
|                |       |                  |

| Туфан Харирод | 3 : 0 | Мавихай Аму |
| ------------- | ----- | ----------- |
|               |       |             |

| Туфан Харирод | 3 : 3 | Симург Альборз |
| ------------- | ----- | -------------- |
|               |       |                |

| Мавихай Аму | 1 : 2 | Де Спингар Базан |
| ----------- | ----- | ---------------- |
|             |       |                  |

### Группа 2
| Команда           | И | В | Н | П | Гз | Гп | Р  | О | Квалификация |
| ----------------- | - | - | - | - | -- | -- | -- | - | ------------ |
| Оквабан Хиндукош  | 3 | 2 | 1 | 0 | 8  | 2  | +6 | 7 | Полуфинал    |
| Шахин Асмайе      | 3 | 2 | 1 | 0 | 4  | 1  | +3 | 7 | Полуфинал    |
| Де Абазин Сейп ФК | 3 | 1 | 0 | 2 | 3  | 6  | -3 | 3 |              |
| Де Маиванд Аталан | 3 | 0 | 0 | 3 | 1  | 6  | –5 | 0 |              |

| Шахин Асмайе | 1 – 1 | Оквабан Хиндукош |
| ------------ | ----- | ---------------- |
|              | Отчет |                  |

| Де Маиванд Аталан | 0 : 2 | Де Абазин Сейп ФК |
| ----------------- | ----- | ----------------- |
|                   |       |                   |

| Де Маиванд Аталан | 1 : 2 | Оквабан Хиндукош |
| ----------------- | ----- | ---------------- |
|                   |       |                  |

| Де Абазин Сейп ФК | 1 : 5 | Оквабан Хиндукош |
| ----------------- | ----- | ---------------- |
|                   |       |                  |

| Шахин Асмайе | 2 : 0 | Де Маиванд Аталан |
| ------------ | ----- | ----------------- |
|              |       |                   |

| Шахин Асмайе | 1 : 0 | Де Абазин Сейп ФК |
| ------------ | ----- | ----------------- |
|              |       |                   |

## Плей-офф

### 1/2 финала
| Команда 1      | Итог | Команда 2        | 1-й матч | 2-й матч |
| -------------- | ---- | ---------------- | -------- | -------- |
| Шахин Асмайе   | 3:2  | Туфан Харирод    | 0:2      | 3:0      |
| Симург Альборз | 4:3  | Оквабан Хиндукош | 1:2      | 3:1      |

### Матч за бронзовые медали
| Команда 1     | Результат | Команда 2        |
| ------------- | --------- | ---------------- |
| Туфан Харирод | 4:0       | Оквабан Хиндукош |

### Финал
| Команда 1    | Результат | Команда 2      |
| ------------ | --------- | -------------- |
| Шахин Асмайе | 3:1       | Симург Альборз |